# Stjepan Tomas
Stjepan Tomas (Bugojno, 6 marzo 1976) è un allenatore di calcio ed ex calciatore croato, di ruolo difensore.

## Carriera

### Giocatore

#### Club
Ha iniziato la carriera nell'Pola nel 1994 giocando 24 partite nella stagione del debutto, e attirando così l'attenzione di una tra le squadre più blasonate del Paese: la Croazia Zagabria. Con la squadra della capitale croata gioca per 6 stagioni (93 presenze e 2 gol in campionato) vincendo cinque campionati croati (1996, 1997, 1998, 1999, 2000) e tre Coppe di Croazia (1996, 1997, 1998).
Passato al L.R. Vicenza nell'estate del 2000, debutta in Serie A chiudendo la prima stagione in biancorosso con 24 apparizioni e la retrocessione. L'anno successivo conclude la sua esperienza sotto i Colli Berici con altre 24 partite.
Passato al Como, nel 2002, gioca altre 26 partite ma conclude la sua esperienza lariana con una nuova retrocessione.
Trasferitosi in Turchia, al Fenerbahçe, vince subito la Süper Lig (la massima serie turca), passando l'anno successivo, nel 2004 ai rivali del Galatasaray, con i quali vince la Coppa di Turchia 2005 e il campionato turco 2005-2006.
Nell'agosto 2007 viene ingaggiato dal Rubin, con cui vince il primo campionato russo nella storia del club.

#### Nazionale
Con la sua nazionale, con cui ha debuttato nel 1998, ha collezionato 49 presenze e 1 gol, facendo parte delle spedizioni ai Mondiali del 2002, agli Europei del 2004 e ai Mondiali del 2006.

### Allenatore
Il 15 novembre 2019 è nominato allenatore dell'Antalyaspor, dove rimane in carica sino al 31 dicembre, quando viene esonerato dopo 3 pareggi e 3 sconfitte in 6 giornate di Süper Lig.
Il 21 giugno 2022 viene nominato nuovo allenatore dello Sheriff Tiraspol, squadra moldava con la quale riesce a qualificarsi alla fase a gironi della UEFA Europa League. Il 25 ottobre 2022 si dimette dalla carica di allenatore dello Sheriff Tiraspol dopo la sconfitta in campionato contro il Petrocub Hîncești, nonostante il primo posto in campionato.
Il 25 aprile 2023 succede a Borimir Perković la panchina dell'Osijek. Debutta sulla panchina dei Bijelo-Plavi il giorno seguente, in occasione del match casalingo di campionato vinto contro l'Istria 1961 (1-0). Il 3 ottobre seguente, pochi giorni dopo la sconfitta in campionato per mano del Slaven Belupo (1-0), rescinde consensualmente il contratto con l'Osijek.

## Statistiche

### Cronologia presenze e reti in nazionale
| Cronologia completa delle presenze e delle reti in nazionale ― Croazia | Cronologia completa delle presenze e delle reti in nazionale ― Croazia | Cronologia completa delle presenze e delle reti in nazionale ― Croazia | Cronologia completa delle presenze e delle reti in nazionale ― Croazia | Cronologia completa delle presenze e delle reti in nazionale ― Croazia | Cronologia completa delle presenze e delle reti in nazionale ― Croazia | Cronologia completa delle presenze e delle reti in nazionale ― Croazia | Cronologia completa delle presenze e delle reti in nazionale ― Croazia |
| Data                                                                   | Città                                                                  | In casa                                                                | Risultato                                                              | Ospiti                                                                 | Competizione                                                           | Reti                                                                   | Note                                                                   |
| ---------------------------------------------------------------------- | ---------------------------------------------------------------------- | ---------------------------------------------------------------------- | ---------------------------------------------------------------------- | ---------------------------------------------------------------------- | ---------------------------------------------------------------------- | ---------------------------------------------------------------------- | ---------------------------------------------------------------------- |
| 22-4-1998                                                              | Osijek                                                                 | Croazia                                                                | 4 – 1                                                                  | Polonia                                                                | Amichevole                                                             | -                                                                      | 60’                                                                    |
| 13-6-1999                                                              | Seul                                                                   | Croazia                                                                | 2 – 2                                                                  | Egitto                                                                 | President's Cup 1999                                                   | -                                                                      |                                                                        |
| 16-6-1999                                                              | Seul                                                                   | Croazia                                                                | 2 – 1                                                                  | Messico                                                                | President's Cup 1999                                                   | -                                                                      |                                                                        |
| 19-6-1999                                                              | Seul                                                                   | Corea del Sud                                                          | 1 – 1                                                                  | Croazia                                                                | President's Cup 1999                                                   | 1                                                                      | 21’                                                                    |
| 13-11-1999                                                             | Saint-Denis                                                            | Francia                                                                | 3 – 0                                                                  | Croazia                                                                | Amichevole                                                             | -                                                                      |                                                                        |
| 23-2-2000                                                              | Spalato                                                                | Croazia                                                                | 0 – 0                                                                  | Spagna                                                                 | Amichevole                                                             | -                                                                      |                                                                        |
| 29-3-2000                                                              | Zagabria                                                               | Croazia                                                                | 1 – 1                                                                  | Germania                                                               | Amichevole                                                             | -                                                                      | 46’                                                                    |
| 26-4-2000                                                              | Vienna                                                                 | Austria                                                                | 1 – 2                                                                  | Croazia                                                                | Amichevole                                                             | -                                                                      |                                                                        |
| 16-8-2000                                                              | Bratislava                                                             | Slovacchia                                                             | 1 – 1                                                                  | Croazia                                                                | Amichevole                                                             | -                                                                      | 82’                                                                    |
| 25-4-2001                                                              | Varaždin                                                               | Croazia                                                                | 2 – 2                                                                  | Grecia                                                                 | Amichevole                                                             | -                                                                      |                                                                        |
| 6-6-2001                                                               | Riga                                                                   | Lettonia                                                               | 0 – 1                                                                  | Croazia                                                                | Qual. Mondiali 2002                                                    | -                                                                      |                                                                        |
| 15-8-2001                                                              | Dublino                                                                | Irlanda                                                                | 2 – 2                                                                  | Croazia                                                                | Amichevole                                                             | -                                                                      | 74’                                                                    |
| 1-9-2001                                                               | Glasgow                                                                | Scozia                                                                 | 0 – 0                                                                  | Croazia                                                                | Qual. Mondiali 2002                                                    | -                                                                      | 83’                                                                    |
| 6-10-2001                                                              | Zagabria                                                               | Croazia                                                                | 1 – 0                                                                  | Belgio                                                                 | Qual. Mondiali 2002                                                    | -                                                                      |                                                                        |
| 13-2-2002                                                              | Fiume                                                                  | Croazia                                                                | 0 – 0                                                                  | Bulgaria                                                               | Amichevole                                                             | -                                                                      | 70’                                                                    |
| 27-3-2002                                                              | Zagabria                                                               | Croazia                                                                | 0 – 0                                                                  | Slovenia                                                               | Amichevole                                                             | -                                                                      | 43’                                                                    |
| 17-4-2002                                                              | Zagabria                                                               | Croazia                                                                | 2 – 0                                                                  | Bosnia ed Erzegovina                                                   | Amichevole                                                             | -                                                                      | 46’                                                                    |
| 3-6-2002                                                               | Niigata                                                                | Croazia                                                                | 0 – 1                                                                  | Messico                                                                | Mondiali 2002 - 1º turno                                               | -                                                                      |                                                                        |
| 8-6-2002                                                               | Kashima                                                                | Italia                                                                 | 1 – 2                                                                  | Croazia                                                                | Mondiali 2002 - 1º turno                                               | -                                                                      |                                                                        |
| 13-6-2002                                                              | Yokohama                                                               | Ecuador                                                                | 1 – 0                                                                  | Croazia                                                                | Mondiali 2002 - 1º turno                                               | -                                                                      | 72’                                                                    |
| 21-8-2002                                                              | Varaždin                                                               | Croazia                                                                | 1 – 1                                                                  | Galles                                                                 | Amichevole                                                             | -                                                                      | 61’                                                                    |
| 7-9-2002                                                               | Osijek                                                                 | Croazia                                                                | 0 – 0                                                                  | Estonia                                                                | Qual. Euro 2004                                                        | -                                                                      | 78’                                                                    |
| 12-10-2002                                                             | Sofia                                                                  | Bulgaria                                                               | 2 – 0                                                                  | Croazia                                                                | Qual. Euro 2004                                                        | -                                                                      |                                                                        |
| 20-11-2002                                                             | Timișoara                                                              | Romania                                                                | 0 – 1                                                                  | Croazia                                                                | Amichevole                                                             | -                                                                      |                                                                        |
| 12-2-2003                                                              | Spalato                                                                | Croazia                                                                | 0 – 0                                                                  | Polonia                                                                | Amichevole                                                             | -                                                                      | 68’                                                                    |
| 30-4-2003                                                              | Stoccolma                                                              | Svezia                                                                 | 1 – 2                                                                  | Croazia                                                                | Amichevole                                                             | -                                                                      |                                                                        |
| 11-6-2003                                                              | Tallinn                                                                | Estonia                                                                | 0 – 1                                                                  | Croazia                                                                | Qual. Euro 2004                                                        | -                                                                      |                                                                        |
| 20-8-2003                                                              | Ipswich                                                                | Inghilterra                                                            | 3 – 1                                                                  | Croazia                                                                | Amichevole                                                             | -                                                                      |                                                                        |
| 6-9-2003                                                               | Andorra la Vella                                                       | Andorra                                                                | 0 – 3                                                                  | Croazia                                                                | Qual. Euro 2004                                                        | -                                                                      | 87’                                                                    |
| 10-9-2003                                                              | Bruxelles                                                              | Belgio                                                                 | 2 – 1                                                                  | Croazia                                                                | Qual. Euro 2004                                                        | -                                                                      | 75’                                                                    |
| 15-11-2003                                                             | Zagabria                                                               | Croazia                                                                | 1 – 1                                                                  | Slovenia                                                               | Qual. Euro 2004                                                        | -                                                                      | 72’                                                                    |
| 19-11-2003                                                             | Lubiana                                                                | Slovenia                                                               | 0 – 1                                                                  | Croazia                                                                | Qual. Euro 2004                                                        | -                                                                      | 69’                                                                    |
| 18-2-2004                                                              | Spalato                                                                | Croazia                                                                | 1 – 2                                                                  | Germania                                                               | Amichevole                                                             | -                                                                      |                                                                        |
| 31-3-2004                                                              | Zagabria                                                               | Croazia                                                                | 2 – 2                                                                  | Turchia                                                                | Amichevole                                                             | -                                                                      | 59’                                                                    |
| 28-4-2004                                                              | Skopje                                                                 | Macedonia                                                              | 0 – 1                                                                  | Croazia                                                                | Amichevole                                                             | -                                                                      | 46’                                                                    |
| 5-6-2004                                                               | Copenaghen                                                             | Danimarca                                                              | 1 – 2                                                                  | Croazia                                                                | Amichevole                                                             | -                                                                      | 72’                                                                    |
| 16-11-2004                                                             | Dublino                                                                | Irlanda                                                                | 1 – 0                                                                  | Croazia                                                                | Amichevole                                                             | -                                                                      | 66’                                                                    |
| 9-2-2005                                                               | Gerusalemme                                                            | Israele                                                                | 3 – 3                                                                  | Croazia                                                                | Amichevole                                                             | -                                                                      | 46’                                                                    |
| 26-3-2005                                                              | Zagabria                                                               | Croazia                                                                | 4 – 0                                                                  | Islanda                                                                | Qual. Mondiali 2006                                                    | -                                                                      |                                                                        |
| 30-3-2005                                                              | Zagabria                                                               | Croazia                                                                | 3 – 0                                                                  | Malta                                                                  | Qual. Mondiali 2006                                                    | -                                                                      |                                                                        |
| 4-6-2005                                                               | Sofia                                                                  | Bulgaria                                                               | 1 – 3                                                                  | Croazia                                                                | Qual. Mondiali 2006                                                    | -                                                                      |                                                                        |
| 17-8-2005                                                              | Spalato                                                                | Croazia                                                                | 1 – 1                                                                  | Brasile                                                                | Amichevole                                                             | -                                                                      | 46’                                                                    |
| 8-10-2005                                                              | Zagabria                                                               | Croazia                                                                | 1 – 0                                                                  | Svezia                                                                 | Qual. Mondiali 2006                                                    | -                                                                      |                                                                        |
| 12-10-2005                                                             | Budapest                                                               | Ungheria                                                               | 0 – 0                                                                  | Croazia                                                                | Qual. Mondiali 2006                                                    | -                                                                      | 59’                                                                    |
| 12-11-2005                                                             | Coimbra                                                                | Portogallo                                                             | 2 – 0                                                                  | Croazia                                                                | Amichevole                                                             | -                                                                      |                                                                        |
| 1-3-2006                                                               | Basilea                                                                | Croazia                                                                | 3 – 2                                                                  | Argentina                                                              | Amichevole                                                             | -                                                                      | 46’                                                                    |
| 23-5-2006                                                              | Vienna                                                                 | Austria                                                                | 1 – 4                                                                  | Croazia                                                                | Amichevole                                                             | -                                                                      |                                                                        |
| 28-5-2006                                                              | Osijek                                                                 | Croazia                                                                | 2 – 2                                                                  | Iran                                                                   | Amichevole                                                             | -                                                                      | 46’                                                                    |
| 22-6-2006                                                              | Stoccarda                                                              | Croazia                                                                | 2 – 2                                                                  | Australia                                                              | Mondiali 2006 - 1º turno                                               | -                                                                      | 39’ 84’                                                                |
| Totale                                                                 |                                                                        | Presenze                                                               | 49                                                                     |                                                                        | Reti                                                                   | 1                                                                      |                                                                        |

| Cronologia completa delle presenze e delle reti in nazionale ― Croazia under 21 | Cronologia completa delle presenze e delle reti in nazionale ― Croazia under 21 | Cronologia completa delle presenze e delle reti in nazionale ― Croazia under 21 | Cronologia completa delle presenze e delle reti in nazionale ― Croazia under 21 | Cronologia completa delle presenze e delle reti in nazionale ― Croazia under 21 | Cronologia completa delle presenze e delle reti in nazionale ― Croazia under 21 | Cronologia completa delle presenze e delle reti in nazionale ― Croazia under 21 | Cronologia completa delle presenze e delle reti in nazionale ― Croazia under 21 |
| Data                                                                            | Città                                                                           | In casa                                                                         | Risultato                                                                       | Ospiti                                                                          | Competizione                                                                    | Reti                                                                            | Note                                                                            |
| ------------------------------------------------------------------------------- | ------------------------------------------------------------------------------- | ------------------------------------------------------------------------------- | ------------------------------------------------------------------------------- | ------------------------------------------------------------------------------- | ------------------------------------------------------------------------------- | ------------------------------------------------------------------------------- | ------------------------------------------------------------------------------- |
| 14-11-1995                                                                      | Celje                                                                           | Slovenia under 21                                                               | 4 – 2                                                                           | Croazia under 21                                                                | Qual. Europeo Under-21 1996                                                     | -                                                                               | 90’                                                                             |
| 26-3-1996                                                                       | Čakovec                                                                         | Croazia under 21                                                                | 0 – 0                                                                           | Israele under 21                                                                | Amichevole                                                                      | -                                                                               | 20’                                                                             |
| 9-4-1996                                                                        | Vinkovci                                                                        | Croazia under 21                                                                | 1 – 1                                                                           | Ungheria under 21                                                               | Amichevole                                                                      | -                                                                               |                                                                                 |
| 23-4-1996                                                                       | Sunderland                                                                      | Inghilterra under 21                                                            | 0 – 1                                                                           | Ungheria under 21                                                               | Amichevole                                                                      | -                                                                               |                                                                                 |
| 8-10-1996                                                                       | Zenica                                                                          | Bosnia ed Erzegovina under 21                                                   | 3 – 1                                                                           | Croazia under 21                                                                | Qual. Europeo Under-21 1998                                                     | -                                                                               |                                                                                 |
| 28-3-1997                                                                       | Sebenico                                                                        | Croazia under 21                                                                | 2 – 0                                                                           | Danimarca under 21                                                              | Qual. Europeo Under-21 1998                                                     | -                                                                               |                                                                                 |
| 3-4-1997                                                                        | Sebenico                                                                        | Croazia under 21                                                                | 2 – 0                                                                           | Slovenia under 21                                                               | Qual. Europeo Under-21 1998                                                     | -                                                                               |                                                                                 |
| 29-4-1997                                                                       | Edessa                                                                          | Grecia under 21                                                                 | 2 – 0                                                                           | Croazia under 21                                                                | Qual. Europeo Under-21 1998                                                     | -                                                                               | 69’                                                                             |
| Totale                                                                          |                                                                                 | Presenze                                                                        | 9                                                                               |                                                                                 | Reti                                                                            | 0                                                                               |                                                                                 |

### Statistiche da allenatore
Statistiche aggiornate al 25 maggio 2024. In grassetto le competizioni vinte.
| Stagione        | Squadra          | Campionato      | Campionato | Campionato | Campionato | Campionato | Coppe nazionali | Coppe nazionali | Coppe nazionali | Coppe nazionali | Coppe nazionali | Coppe continentali | Coppe continentali | Coppe continentali | Coppe continentali | Coppe continentali | Altre coppe | Altre coppe | Altre coppe | Altre coppe | Altre coppe | Totale | Totale | Totale | Totale | % Vittorie | Piazzamento |
| Stagione        | Squadra          | Comp            | G          | V          | N          | P          | Comp            | G               | V               | N               | P               | Comp               | G                  | V                  | N                  | P                  | Comp        | G           | V           | N           | P           | G      | V      | N      | P      | %          | Piazzamento |
| --------------- | ---------------- | --------------- | ---------- | ---------- | ---------- | ---------- | --------------- | --------------- | --------------- | --------------- | --------------- | ------------------ | ------------------ | ------------------ | ------------------ | ------------------ | ----------- | ----------- | ----------- | ----------- | ----------- | ------ | ------ | ------ | ------ | ---------- | ----------- |
| nov.-dic. 2019  | Antalyaspor      | SL              | 6          | 0          | 3          | 3          | TK              | 2               | 1               | 1               | 0               | -                  | -                  | -                  | -                  | -                  | -           | -           | -           | -           | -           | 8      | 1      | 4      | 3      | 12,50      | Sub, Eson   |
| 2020-gen. 2021  | Çaykur Rizespor  | SL              | 18         | 5          | 6          | 7          | TK              | 3               | 2               | 0               | 1               | -                  | -                  | -                  | -                  | -                  | -           | -           | -           | -           | -           | 21     | 7      | 6      | 8      | 33,33      | Eson        |
| mar.-apr. 2022  | Göztepe          | SL              | 6          | 0          | 1          | 5          | TK              | 0               | 0               | 0               | 0               | -                  | -                  | -                  | -                  | -                  | -           | -           | -           | -           | -           | 6      | 0      | 1      | 5      | &0,00      | Sub, Eson   |
| lug.-ott. 2022  | Sheriff Tiraspol | SL              | 12         | 8          | 3          | 1          | CM              | 1               | 1               | 0               | 0               | UCL+UEL            | 6+6                | 2+1                | 2+2                | 2+3                | -           | -           | -           | -           | -           | 25     | 12     | 7      | 6      | 48,00      | Dim         |
| apr.-mag. 2023  | Osijek           | 1.HNL           | 6          | 3          | 2          | 1          | CC              | 0               | 0               | 0               | 0               | UECL               | -                  | -                  | -                  | -                  | -           | -           | -           | -           | -           | 6      | 3      | 2      | 1      | 50,00      | Sub, 3°     |
| lug.-set. 2023  | Osijek           | 1.HNL           | 9          | 3          | 3          | 3          | CC              | 1               | 1               | 0               | 0               | UECL               | 4                  | 3                  | 0                  | 1                  | -           | -           | -           | -           | -           | 14     | 7      | 3      | 4      | 50,00      | Resc. cons. |
| Totale Osijek   | Totale Osijek    | Totale Osijek   | 15         | 6          | 5          | 4          |                 | 1               | 1               | 0               | 0               |                    | 4                  | 3                  | 0                  | 1                  |             | -           | -           | -           | -           | 20     | 10     | 5      | 5      | 50,00      |             |
| 2024-2025       | Al-Okhdood       | SPL             | 20         | 4          | 4          | 12         | KC              | 1               | 0               | 0               | 1               | -                  | -                  | -                  | -                  | -                  | -           | -           | -           | -           | -           | 21     | 4      | 4      | 13     | 19,05      | Eson        |
| Totale carriera | Totale carriera  | Totale carriera | 77         | 23         | 22         | 32         |                 | 8               | 5               | 1               | 2               |                    | 16                 | 6                  | 4                  | 6                  |             | -           | -           | -           | -           | 101    | 34     | 27     | 40     | 33,66      |             |

## Palmarès

### Giocatore

#### Club
- Campionato croato: 5

Croazia Zagabria: 1995-1996, 1996-1997, 1997-1998, 1998-1999, 1999-2000
- Coppa di Croazia: 3

Croazia Zagabria: 1995-1996, 1996-1997, 1997-1998
- Campionato turco: 2

Fenerbahçe: 2003-2004
Galatasaray: 2005-2006
- Coppa di Turchia: 1

Galatasaray: 2004-2005
- Campionato russo: 2

Rubin: 2008, 2009